# SUMPAC
SUMPAC je lidskou silou poháněným letadlem vyvinutým a vyrobeným ve Spojeném království v roce 1960 jako první pokus o konstrukci letadla určeného pro získání Kremerovy ceny. Letadlo zkonstruovali studenti Southamptonské univerzity Alan Lassiere, Anne Marsden a David Williams. SUMPAC je zkratka pro Southampton university Man Powered Aircraft.

## Konstrukce
SUMPAC je jednoplošník s vrtulí umístěnou na pylonu nad trupem, s ležící polohou pilota. Zvolené rozpětí křídla 24,4 m je kompromisem mezi požadavky na výkon pilota a schopností zatáčet. Konstrukce je dřevěná s využitím smrkového a balsového dřeva, potah je z nylonu. Při návrhu letadla jeho tvůrci spolupracovali s organizací NASA, v jejímž aerodynamickém tunelu se posuzovaly vlastnosti křídla a vrtule a měřily se vlastnosti modelu celého letadla, což umožnilo snížit nečekaný odpor v oblasti přechodu mezi pylonem vrtule a křídlem.

## Letové zkoušky
SUMPAC byl připraven k letovým zkouškám v lednu 1961. První let lidskou silou se podařil 9. 11. 1961 na letišti v Lashamu, pilotem byl zkušený plachtař Derek Piggot. Nejdelší zaznamenaný let měřil 594 m. Došlo i na pokusy o mírné zatáčky, zdařily se změny směru až o 80°. Celkem provedl SUMPAC 40 letů.
V roce 1963 Alan Lassiere ve spolupráci s londýnskou Imperial College SUMPAC modifikoval. Změněn byl především trup, přední část byla zcela přestavěna, upraven byl pohon vrtule a trup byl potažen tenkou polyesterovou fólií Melinex, což je v podstatě jiný obchodní název pro Mylar. Role pilota byla svěřena zdatnému cyklistovi ale hned první let 12. 11. 1965 skončil krátce po vzletu havárií. Opravený SUMPAC byl věnován leteckému muzeu Solent Sky v Southamptonu.

## Hlavní technické údaje

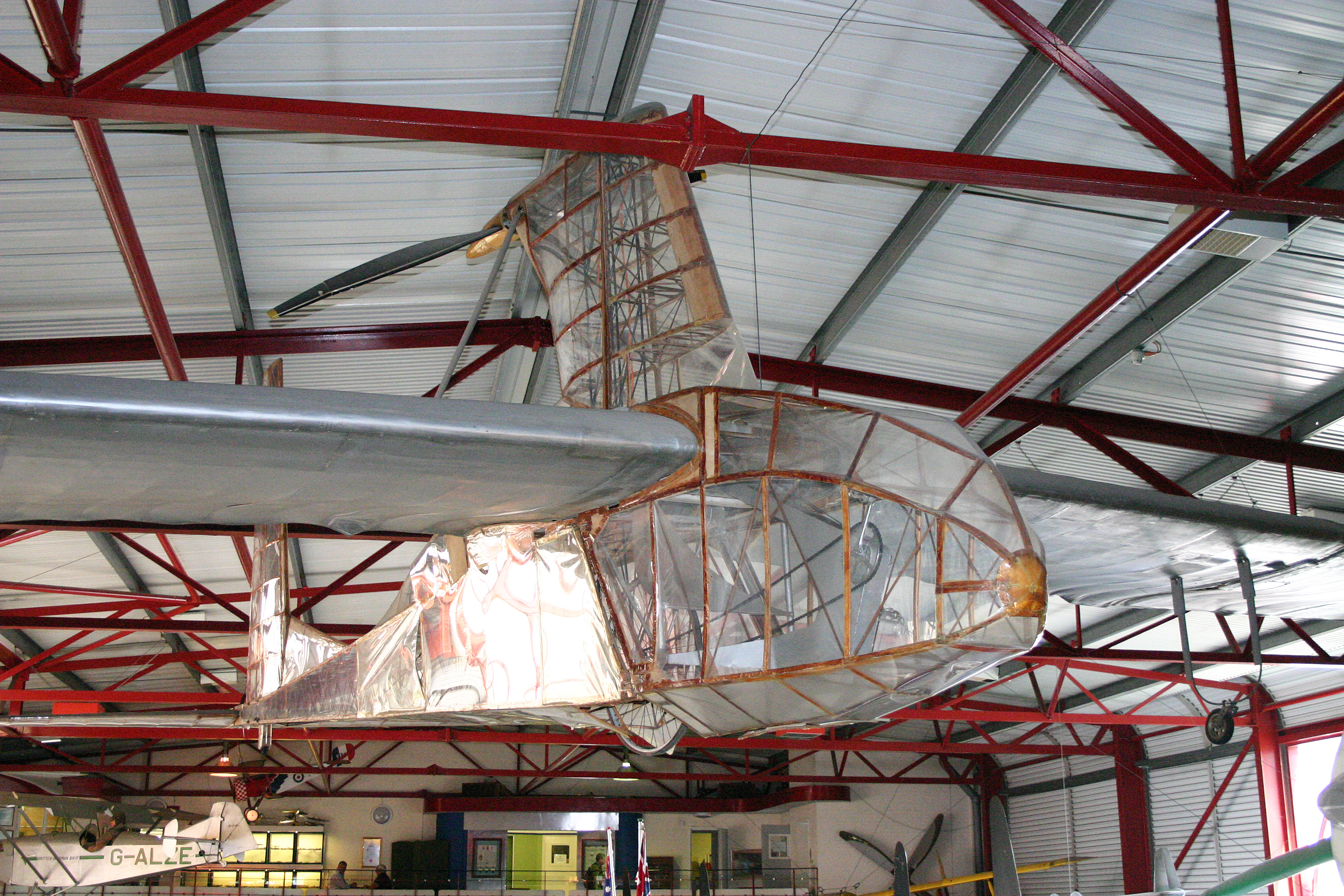
SUMPAC

- Rozpětí: 24,4 m
- Délka: 7,6 m
- Plocha křídla: 27,9 m²
- Hmotnost: 57,6 kg
- Pádová rychlost: 26 km/h
- Cestovní rychlost: 34 km/h